# Justus Perthes
Johann Georg Justus Perthes (11. september 1749 – 2. maj 1816) var en tysk forlægger, farbroder til Friedrich Christoph Perthes.
Perthes oprettede 1785 et forlag i Gotha under firma Justus Perthes med den Gothaske hofkalender, som han havde forpagtet af det Ettlingerske forlag. Hans søn, Wilhelm Perthes (1793—1853) lagde grunden
til det kartografiske forlag ved udgivelsen af kortværker af Spruner, Stieler, Berghaus, von Sydow og andre, og fortsatte udgivelsen af Gothakalenderen, der 1826 var overgået til forlaget som ejendom, og hvortil der senere sluttede sig andre genealogiske kalendere og Diplomatisches Jahrbuch. Hans søn, Bernhard Wilhelm Perthes (1821—57), grundlagde 1854 den "geografiske anstalt" med de bekendte "Mittheilungen", som fra 1855—78 redigeredes af August Petermann. Fra 1881 var Bernhard Wilhelm Perthes' søn, Bernhard Perthes indehaver af firmaet, der 1916 overtogs af dennes søn, Joachim Perthes.